# Девети конгрес на Илинденската организация
Деветият редовен конгрес на Илинденската организация се провежда на 18 и 19 април 1936 година в София. На него участват 29 делегати от централното дружество и клоновете на Илинденската организация в Царство България.
Председателят на Ръководното тяло Лазар Томов открива конгреса, а с благословията на най-стария присъстващ илинденец, свещеник Тома Николов, са избрани петима от делегатите в конгресното бюро: Петър Ацев – председател, Кирил Христов Совичанов – подпредседател, Христо Настев, Стефан Аврамов и Наум Василев са секретари. В комисията са избрани Александър Развигоров, Страшимир Каранов, Христо Попстефанов – за проверка на пълномощията, Димитър Поппандов, Христо Танушев, Атанас Пировски и Христо Шалдев – за изменение на устава и правилника на посмъртната каса, Антон Кецкаров, Траян Конов и Георги Белев – за изготвяне бюджето-проекта и Никола Киров, Христо Настев и Милан Матов – по исканията на илинденци.
Лазар Томов изнася отчети за годините от 1933 до април 1936 година, които се приемат от делегатите, след което се провеждат дебати. С минута мълчание се отбелязва годишнината от гибелта на полковник Анастас Янков. До края на 1936 година са предвидени 226 700 лева разходи. Накрая е избрано ново Ръководно тяло на организацията в състав Димитър Попандов (председател), Антон Кецкаров (касиер), Лазар Киселинчев (съветник), Димитър Спространов (секретар) и Милан Матов (подпредседател). Конгресът е закрит с реч на председателя на бюрото Димитър Поппандов. На 26 април са избрани в ръководното тяло още Лазар Гошев и Димитър Лазаров, също съветници.